# Lotus Mark I

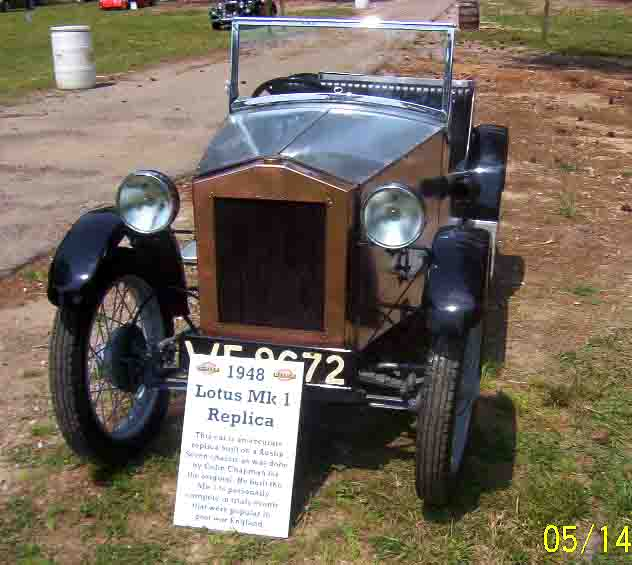
Réplica de un Lotus Mark I.

El Lotus Mark I fue diseñado y producido por Colin Chapman en 1948. Fue construido teniendo como base el Austin 7.
Está construido con finas barras de aluminio en el exterior unidas a la madera de contrachapado del interior, haciéndolo, de esta manera, mucho más resistente contra las condiciones climáticas. Tiene una suspensión modificada para hacer más potente el motor y la comodidad de sus viajeros.